# Phthiracarus weigmanni
Phthiracarus weigmanni är en kvalsterart som först beskrevs av Wojciech Niedbała 1987.  Phthiracarus weigmanni ingår i släktet Phthiracarus och familjen Phthiracaridae. Inga underarter finns listade i Catalogue of Life.